# Zbigniew Beta
Zbigniew Beta (Polonia, 2 de junio de 1953) es un atleta polaco retirado especializado en la prueba de salto de longitud, en la que consiguió ser medallista de bronce europeo en pista cubierta en 1975.

## Carrera deportiva
En el Campeonato Europeo de Atletismo en Pista Cubierta de 1975 ganó la medalla de bronce en el salto de longitud, con un salto de 7.82 metros, siendo superado por el francés Jacques Rousseau (oro con 7.94 metros) y el alemán Hans-Jürgen Berger. 